# Jim Neidhart
James Henry Neidhart (Montebello, 8 febbraio 1955 – Wesley Chapel, 13 agosto 2018) è stato un wrestler statunitense noto per i suoi stint nella World Wrestling Federation e nella World Championship Wrestling.
È famoso per aver combattuto in coppia con Bret Hart nel tag team Hart Foundation ed aver vinto con quest'ultimo il WWF Tag Team Championship due volte. Nel 2019, inoltre, è stato introdotto postumo nella WWE Hall of Fame assieme a Bret Hart come membri della Hart Foundation.
Il 24 luglio 1991 a WrestleMania VII, la Hart Foundation perse i titoli contro i Nasty Boys e subito dopo si sciolse. Tra la fine del 1991 e gli inizi del 1992 Neidhart fece coppia con Owen Hart, fratello minore di Bret, formando la New Foundation. Nel 1997 la Hart Foundation si riunì come una vera e propria stable, con il nome di New Hart Foundation. Neidhart poi se ne andò con Bret alla WCW in seguito al famigerato "Screwjob di Montréal", avvenuto il 9 settembre 1997 durante l'edizione annuale delle Survivor Series. Neidhart era il padre della lottatrice Natalya.

## Gioventù
Neidhart ebbe una notevole carriera come atleta prima di entrare nel mondo del wrestling professionistico. Dopo il diploma, Neidhart tentò la carriera nella National Football League, dove, presumibilmente, giocò con gli Oakland Raiders e i Dallas Cowboys in qualche amichevole pre-stagionale. Anche se certi biografi affermano che Neidhart giocò effettivamente in NFL militando in queste squadre, non esistono prove certe che Neidhart abbia mai giocato una partita di campionato nella NFL. Durante un'intervista, Neidhart ha riferito di aver passato in gioventù un periodo in carcere, e di aver anche incontrato Charles Manson durante il suo periodo di detenzione.
Neidhart si guadagnò il soprannome di "The Anvil" (l'incudine) per aver stabilito un record nel lancio dell'incudine alla Stampede Wrestling di Calgary, Alberta.

## Carriera

### Inizi
Dopo essersi svincolato dai Dallas Cowboys, Neidhart viaggiò fino a Calgary per allenarsi nella palestra di Stu Hart e provare a sfondare nel wrestling. Lottò nella Stampede Wrestling, la compagnia di proprietà di Hart, per diversi anni, sposando nel frattempo Ellie Hart, una delle figlie di Stu. Entrò quindi a far parte della famiglia Hart in qualità di parente acquisito, insieme ai wrestler Bret Hart, Owen Hart, Ross Hart, Keith Hart, e Davey Boy Smith.

### World Wrestling Federation (1985–1992)

#### Hart Foundation

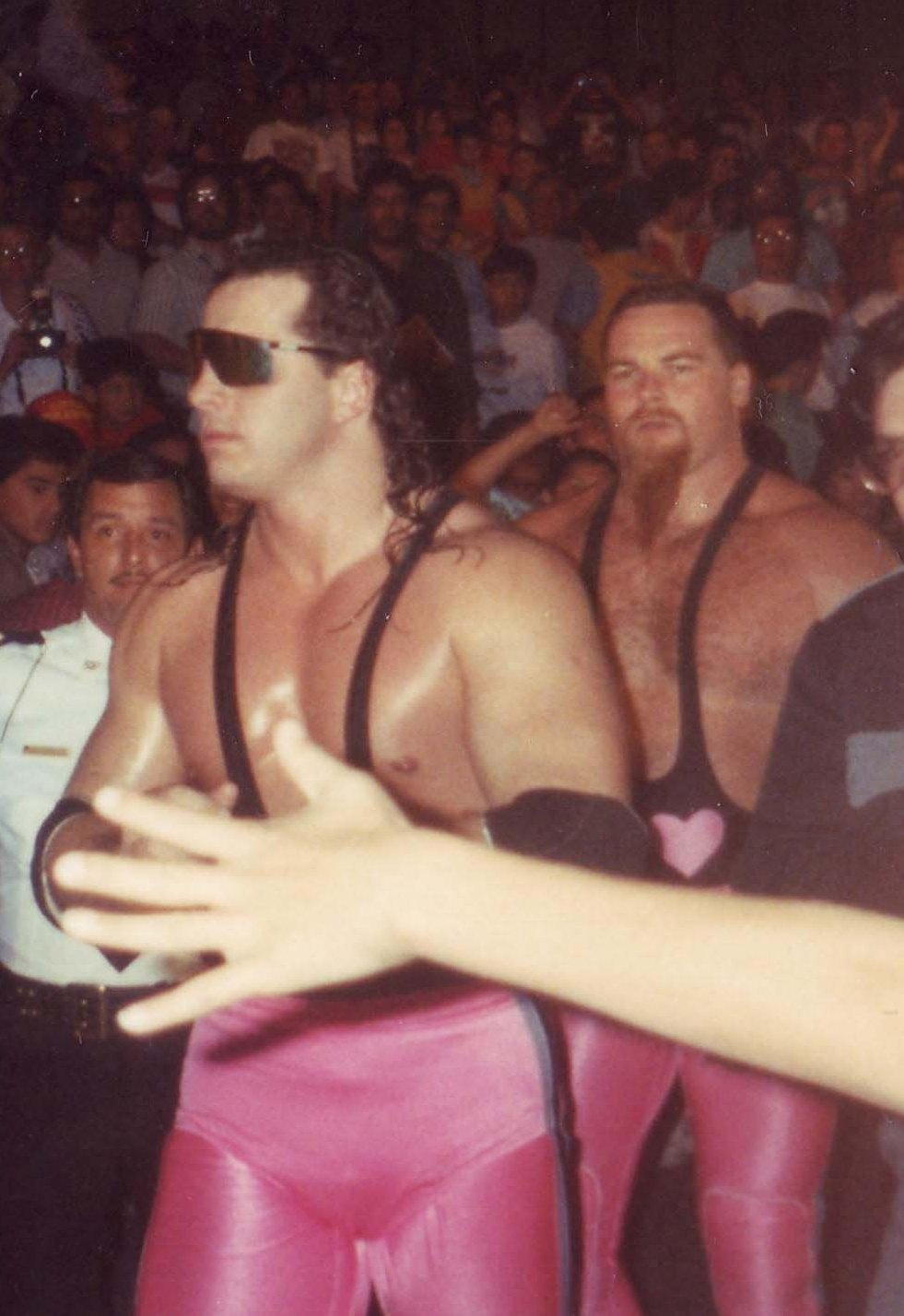
Jim Neidhart e Bret Hart, la Hart Foundation

Quando Stu Hart vendette la Stampede Wrestling a Vince McMahon e alla World Wrestling Federation, Neidhart e Bret Hart furono inclusi nell'affare. Originariamente, McMahon aveva in mente di far lottare Neidhart come wrestler singolo con manager Jimmy Hart, e di impiegare Bret Hart facendogli interpretare una gimmick da "cowboy". Ma a causa del rifiuto di Bret, McMahon se ne uscì con l'idea di far combattere insieme Neidhart e Bret in un tag team heel chiamato "Hart Foundation".
La coppia, guidata dal manager Jimmy "The Mouth Of The South" Hart, si rivelerà una delle più forti e celebri dell'epoca. Nel tag team, Bret rappresentava l'agilità e la tecnica, mentre Neidhart era la potenza della forza bruta. I due vinsero il loro primo Tag Team Championship nel gennaio 1987, restando campioni fino all'ottobre seguente. Nel 1988, la Hart Foundation licenziò Jimmy Hart diventando una coppia "face". Il team rivinse le cinture di campioni mondiali di coppia sconfiggendo i Demolition a SummerSlam 1990. Jimmy Hart si vendicherà portando alla conquista del titolo i Nasty Boys, ponendo fine al secondo regno da campioni dei suoi ex protetti a WrestleMania VII.

#### New Foundation
Quando Bret iniziò a lottare da solo, Neidhart intraprese la carriera di telecronista, commentando i match per Wrestling Challenge, insieme a Gorilla Monsoon e Bobby "The Brain" Heenan. Alla fine del 1991, ritornò a calcare i ring, ma venne subito infortunato da Ric Flair, dopo un'imboscata da parte dei Beverly Brothers. Neidhart non poté quindi prendere parte alle Survivor Series 1991, ma ritornò in pista poco dopo facendo coppia con Owen Hart (il fratello minore di Bret) nel tag team "The New Foundation". La nuova accoppiata non ebbe il successo della precedente e Neidhart lasciò la WWF all'inizio del 1992.

### World Championship Wrestling (1993)
Dopo qualche fugace apparizione in Giappone, nel 1993 Neidhart lottò per breve tempo nella World Championship Wrestling, combattendo qualche match di scarsa importanza in coppia con Junkyard Dog.

### Ritorno in WWF (1994–1997)

#### Feud con Bret Hart
Neidhart riapparve in WWF a King of the Ring '94 in qualità di misterioso assistente di Bret Hart (diventato nel frattempo WWF Champion) nel suo match contro Diesel. Più tardi nel corso della stessa serata, Neidhart si fece vedere a bordo ring durante il match tra Owen Hart e Razor Ramon, la finale del torneo King of the Ring. Neidhart assalì Ramon senza farsi vedere dall'arbitro, permettendo così ad Owen di diventare il secondo King of the Ring della WWF (il primo era stato Bret nel 1993).

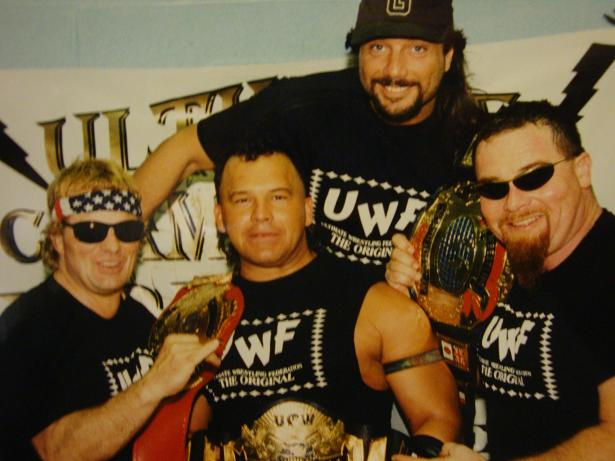
Bruce Hart, Marty Jannetty, Jim Neidhart e Chris Chavis

In seguito, Neidhart si schierò dalla parte di Owen nel suo feud contro il fratello maggiore Bret, che nella storyline, Owen accusò di aver sempre cercato di troncare la sua carriera nascente per paura di esserne oscurato. Durante il match nella gabbia tra i fratelli Hart a SummerSlam 1994, Neidhart, come anche Davey Boy Smith, era seduto ad assistere alla contesa tra il pubblico. Quando il match si concluse con la vittoria di Bret, Neidhart e Owen lo assalirono rinchiudendosi con lui nella gabbia, mentre vari membri della famiglia Hart cercavano di scalarla per andare ad aiutare Bret.
Agli inizi del 1995 venne licenziato per la scarsa condizione fisica che presentava nei combattimenti sul ring. Avrebbe dovuto vincere le cinture di coppia a WrestleMania XI insieme ad Owen Hart. In seguito al suo rilascio, venne sostituito da Yokozuna.
Nel 1996, Neidhart ebbe un brevissimo periodo in cui lottò come wrestler mascherato sotto l'identità del misterioso "Who", una gimmick studiata appositamente per permettere ai commentatori Vince McMahon e Jerry Lawler di fare delle battute alla Gianni & Pinotto durante delle scenette comiche.
Sempre nel 1996, Jim Neidhart lottò per qualche tempo nella Ultimate Championship Wrestling, insieme a Tatanka, Bruce Hart, Falcon Coperis, Louis Velazquez, King Kong Bundy e Marty Jannetty.

### Ritorno in WCW (1997–1998)
Poco tempo dopo si riunì con l'ex partner Bret Hart entrando a far parte della stable dei simpatizzanti Canadesi. Quando però Bret lasciò la WWF a causa dello screwjob di Montreal nel 1997, Neidhart lo seguì alla World Championship Wrestling dove formò un tag team con British Bulldog, che aveva anche lui seguito Bret. Nonostante le buone premesse, la WCW utilizzò il tag team molto marginalmente, relegandolo in feud di scarso interesse. Di conseguenza, la coppia si sciolse in breve tempo e Neidhart tornò a combattere nel circuito indipendente.

### World Wrestling Entertainment (2007)
Nella puntata del quindicesimo anniversario di WWE Raw andata in onda il 10 dicembre 2007, Neidhart partecipò ad una speciale Battle Royal, arrivando tra gli ultimi cinque sul ring prima di essere eliminato da Skinner.

### Circuito indipendente (1998-2013)
Neidhart è apparso nella puntata di Impact del 12 novembre 2009, dove ha battuto Jay Lethal.

## Vita privata
Nel settembre 2010 è stato arrestato in Florida per possesso di sostanze stupefacenti in grandi quantità. Dopo aver pagato una cauzione di 57.500 dollari è stato scagionato qualche settimana dopo. Negli ultimi anni di vita ha cominciato a soffrire di crisi epilettiche e di Alzheimer.

## Morte
Neidhart è morto il 13 agosto 2018 all'età di 63 anni. Le cause della morte non sono state subito specificate. In seguito la moglie ha spiegato in un'intervista che durante la notte il marito si è alzato con lo scopo di regolare il termostato e che sia caduto mentre camminava. Successivamente la moglie ha chiamato immediatamente il 911 e i soccorsi hanno scoperto che il wrestler è morto a causa di una grave ferita procuratosi al cranio in seguito alla caduta. Neidhart è stato dichiarato morto prima dell’arrivo dei medici. In seguito alla sua morte molti wrestler tra cui Bret Hart, Kurt Angle, Triple H, Zack Ryder, Jim Ross, Jerry Lawler e molti altri hanno voluto ricordare la superstar. La WWE lo ha ricordato con un video sulla sua vita e carriera nella federazione.

## Personaggio

### Mosse finali
- Neidhart Canada (Front Powerslam)
- Anvilizer (Cobra Clutch)

### Manager
- Mr. Fuji
- Jimmy Hart

## Titoli e riconoscimenti
- Championship Wrestling from Florida
  - NWA Southern Heavyweight Championship (Florida version) (1)
  - NWA United States Tag Team Championship (Florida version) (2) – con Krusher Khruschev
- Memphis Championship Wrestling
  - MCW Southern Tag Team Championship (1) – con The Blue Meanie
- Mid-Eastern Wrestling Federation
  - MEWF Heavyweight Championship (1)
- Mid-South Wrestling
  - |Mid-South Tag Team Championship (1) – con Butch Reed
- New England Pro Wrestling Hall of Fame
  - Classe del 2014[6]
- Professional Wrestling Federation
  - PWF Heavyweight Championship (1)[7]
- Pro Wrestling Illustrated
  - 61º tra i 500 migliori wrestler singoli nella PWI 500 (1994)[8]
  - 37º nella lista dei 100 migliori Tag Team secondo PWI 500 (2003)[9]con Bret Hart
- Pro Wrestling Ohio
  - PWO Tag Team Championship (1) – con Greg Valentine
- Stampede Wrestling
  - Stampede International Tag Team Championship (2) – con Hercules Ayala (1) e Mr. Hito (1)
  - Stampede Wrestling Hall of Fame
- Universal Wrestling Alliance
  - UWA Heavyweight Championship (1)
- World Wrestling Federation/Entertainment
  - WWF Tag Team Championship (2) – con Bret Hart
  - WWE Hall of Fame (Classe del 2019) – con Bret Hart nella Hart Foundation
- Wrestling Observer Newsletter
  - Feud of the Year (1997) con Bret Hart, Owen Hart, Davey Boy Smith, e Brian Pillman vs. Steve Austin